# 松山市站
松山市站（日语：／ Matsuyama-shi eki */?）是位於日本愛媛縣松山市的鐵路車站，隸屬於伊予鐵道（伊予鐵），車站編號為IY10，是該公司的中心車站，亦是現時所有營運的鐵路線的交匯站，客量在所有車站中排名第1。當地人慣常以「市站」（市駅）來區份本站和JR四國的松山站。
相比JR松山站，松山市站更接近松山市的市中心區域，國道11號、國道56號及中之川通、千舟町通等松山市主要道路均在鄰近，車站本身亦經營全四國最大的「伊予電高島屋」，再加上附近的商業街及全四國唯一的地下步行街，都使它在人流上有所優勢。

## 所屬路線
- 伊予鐵道
  - ■高濱線
  - ■橫河原線
  - ■郡中線
  - 花園線（■■環狀線、■3號線、■6號線）

## 車站結構

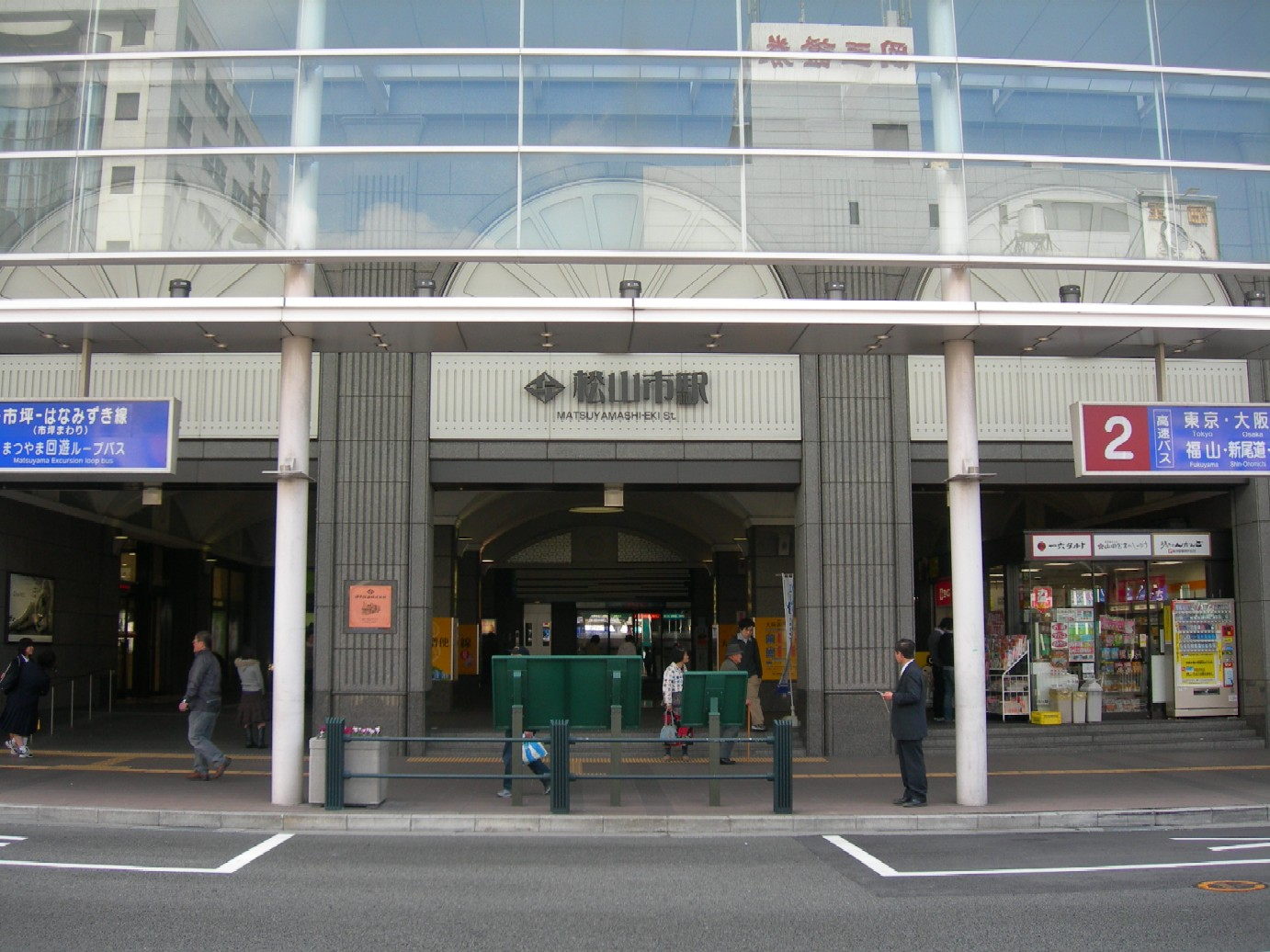
大樓外車站入口的英文站名串法為「Matsuyamashi-Eki St.」。

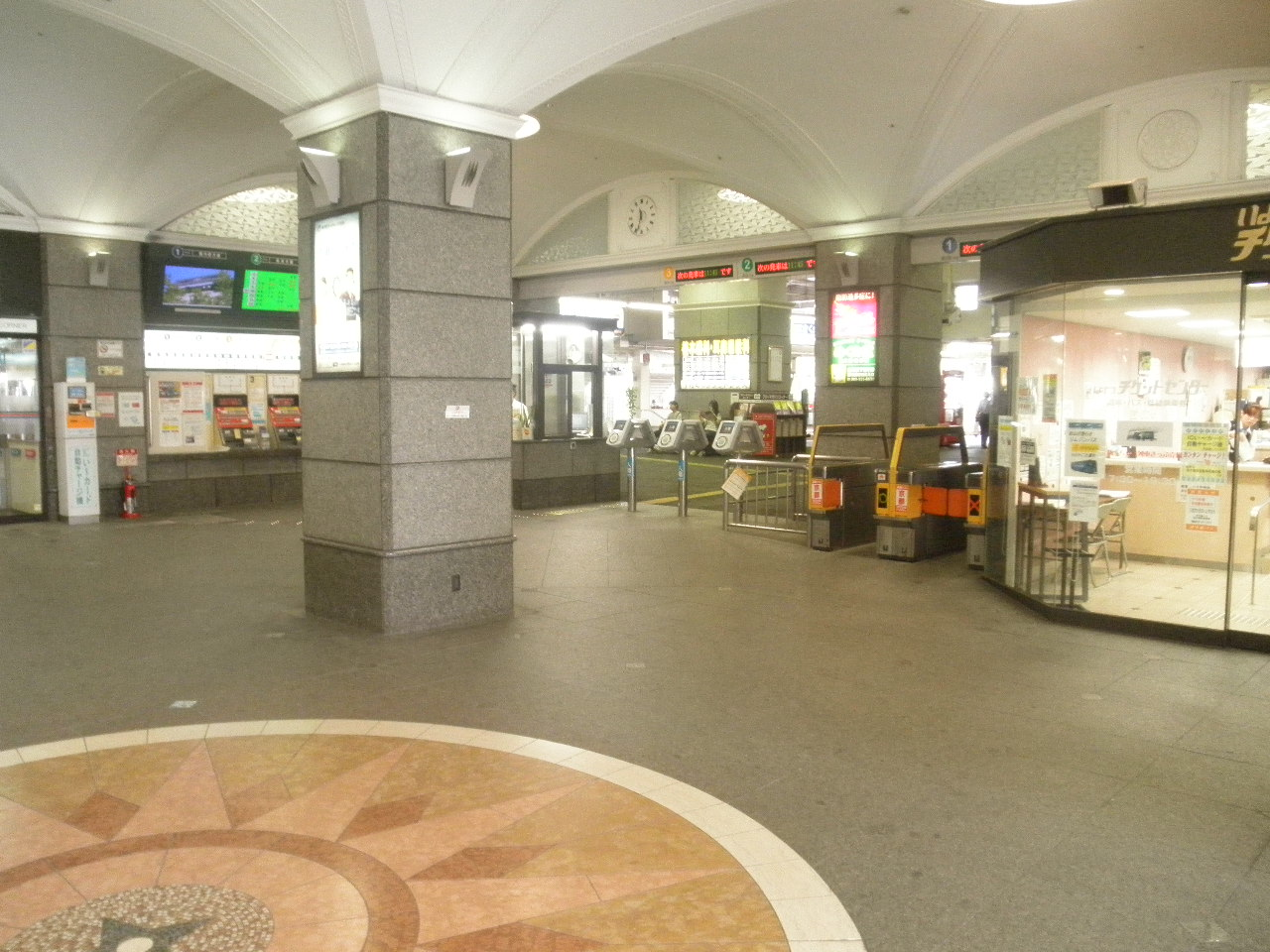
位於百貨大樓一樓內，往1號月台的閘口，當時最右邊設有兩部自動閘機，現已拆去。（2010年）

車站大堂設於九層高建築物的地下及地下一樓，地下為前往橫河原線月台；地下一樓為前往高濱線及郡中線月台。兩層月台均設有售票大堂，內設有站務室、自動售票機、對應IC咭感應器、LED電視機顯示列車班次、洗手間等，入閘後更設有升降機，方便輪椅使用者前往月台。
過往閘口曾設置閘機，比JR高松站及高知站更早導入，不過，自從引入了智能儲值咭「IC E-card」後，便將閘機撤去，改安裝與其他車站相同的直立式感應器。

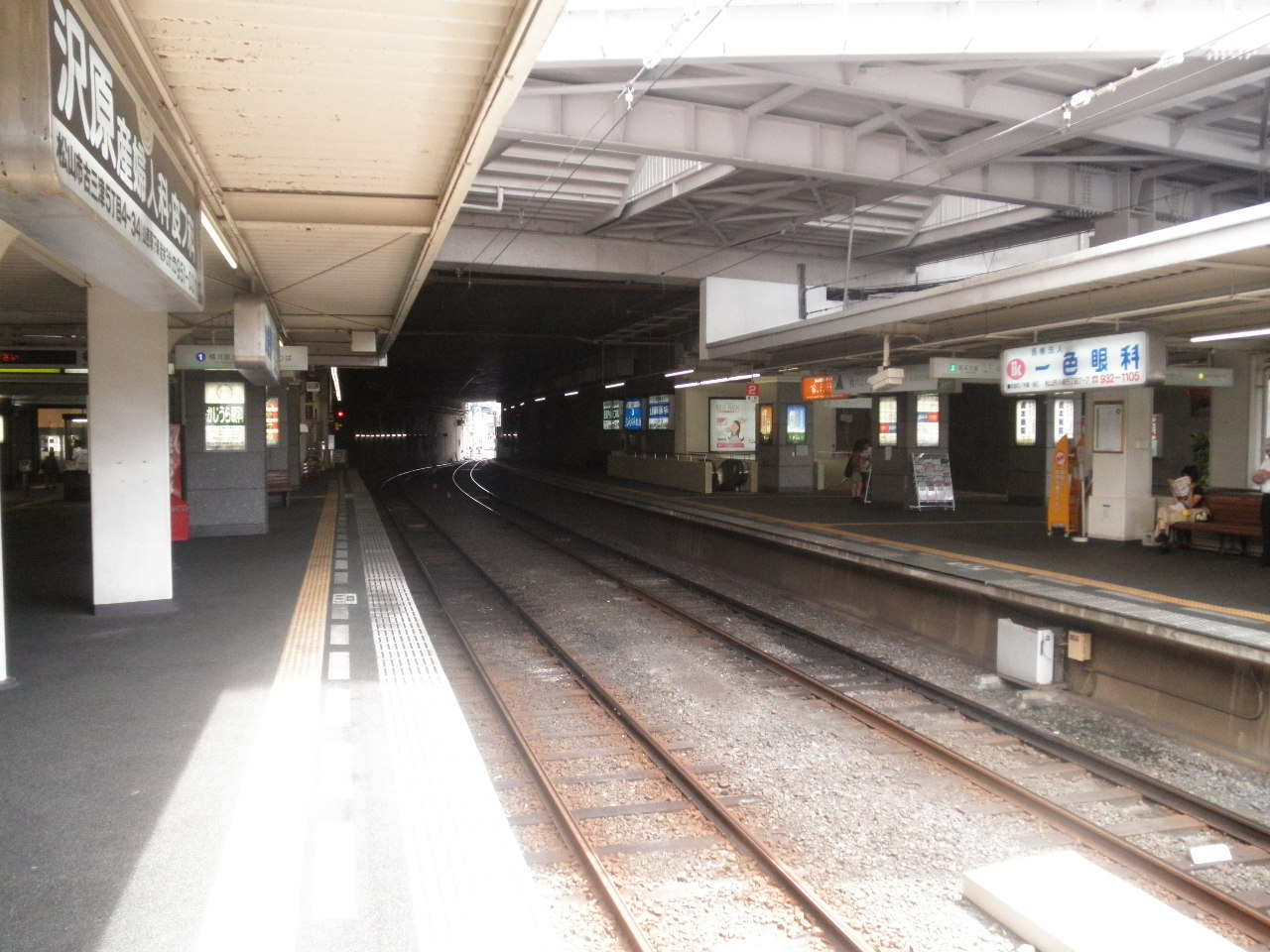
1號月台上攝向石手川公園站方向，右側為2號月台。

位於地下，設有側式月台及島式月台各1個，共提供2面3線的配置。其中外側島式月台的有效長度為3輛；內側為4輛；側式月台更可達至6輛。部份月台位於車站大樓內，包括向石手川公園方向，側式月台的首2節長度；及島式月台的最後3節月台；全個月台均設有月台上蓋。其他設施上，側式月台因閘口處於同一層，直接穿過便可到達月台，所以月台設施都集中設於閘口附近及月台中央，包括有候車座椅、候車室及自動售賣機；島式月台方面，因遷就乘客需通過底層進出，候車座椅改為設於兩端，中央部份則用作樓梯口、扶手電梯口、升降機口等，而向土橋及大手町方向的月台前端部份則為候車室。
運行上，由於高濱線與橫河原線在大部分時間都實施直通運轉，因此2線共用側式的1號月台及島式的2號月台；至於島式月台的另一側為3號月台，是郡中線專用月台，雖然發車方向和高濱線完全一樣，但路軌卻互不直接相連，而是先通過側線進入暫時停車庫（停車庫位於高濱線和郡中線的中間，共設有3條泊車線），再倒車至另一邊月台，再回復原來的行車方向才可轉線，十分費時失事，所以一直以來郡中線皆沒有和其他路線作任何直通運轉。同時，本站作為實行複軌的高濱線和實行單軌的橫河原線的交界，Y型轉轍器剛好設置於室內外的交界處，令所有由橫河原線進入的列車均靠左進站。
此外，提供於高濱線及橫河原線的電間並不相同，高濱線採用600V直流電；橫河原線採用750V直流電，有別於其他鐵路採用中性區的處理方法，伊予鐵所採用的只是運用一個Ｙ型的金屬架裝置架於電纜上，單棒接駁至離開舊電壓的電纜；雙棒則連接魂新進入的電纜，兩個電壓區以一倒三角形的標示為界。至於列車的駕駛標示版上，也有指示燈提示列車現時身處在高濱線或橫河原線，以確保電壓正確。

### 月台配置
| 月台          | 路線      | 目的地                        |
| ------------- | --------- | ----------------------------- |
| 郊外電車月台  |           |                               |
| 1             | ■橫河原線 | 橫河原方向                    |
| 2             | ■高濱線   | 高濱方向                      |
| 3             | ■郡中線   | 松前、郡中港方向              |
| 市內電車 電停 |           |                               |
| 北側          | 下車專用  | 下車專用                      |
| 南側          | ■1號線    | 環狀 JR松山站前、木屋町方向   |
| 南側          | ■2号線    | 環狀 大街道、紅十字醫院前方向 |
| 南側          | ■3號線    | 道後溫泉方向                  |
| 南側          | ■6號線    | 本町六丁目方向                |

## 歷史
- 1888年10月28日：開業，與三津站、古町站成為四國最先營業的鐵路車站。
- 1889年7月20日：改稱為「外側站」（とがわ）。[2]
- 1900年5月1日：伊予鐵道與道後鐵道、南予鐵道合併。並將原南予鐵道的「藤原站」與外側站統合起來，名稱統一為「外側站」。
- 1902年6月1日：「外側站」改回為「松山站」。[2]
- 1927年3月1日： 因國鐵松山站啟用，站名更改為「松山市站」[5][6]
- 1970年：興建在車站上的百貨公司大樓竣工。
- 2025年3月18日：伊予鐵內所有郊外鐵道線均可使用ICOCA及全國交通系IC卡[7][8][9]。

## 相鄰車站
伊予鐵道
■高濱線
大手町（IY09）－松山市（IY10）
■橫河原線
松山市（IY10）－石手川公園（IY11）
■郡中線 
松山市（IY10）－土橋（IY25）
花園線（■1號線、■2號線、■3號線、■6號線）
松山市（01）－南堀端（02）

## 外部連結
- 伊予鐵道松山市站公式網頁。 （页面存档备份，存于）（日語）